# Willempie van Oranje
Willempie van Oranje is een remake van André van Duins hit Willempie uit 1976. Een deel is ook samengevoegd met Oranje boven. Deze carnavalshit werd samen met André Rieu uitgevoerd tijdens het Koningsbal op het Museumplein op 30 april 2013.

## Hitnotering

### Nederlandse Top 40
Geen notering

### NederlandseSingle Top 100
| Positie: | 76 | 40 | uit |